# Leóni repülőtér
A Leóni repülőtér (IATA: LEN, ICAO: LELN) Spanyolország egyik belföldi repülőtere, amely León közelében található. Éves utasforgalma 44 941 fő (2022).

## Futópályák
A repülőtér futópályái:
- 05/23 (3000 m, 45 m, aszfalt)
- 06/24 (1034 m, 100 m)

## Forgalom
Az utasforgalom az elmúlt években az alábbi módon változott:
| Utasok száma | 24 816 | 31 607 | 126 650 | 123 183 | 93 373 | 30 890 | 38 707 | 44 254 | 18 600 | 44 941 |
|              | 2001   | 2003   | 2006    | 2008    | 2010   | 2013   | 2015   | 2017   | 2020   | 2022   |

## Légitársaságok és úticélok
| Légitársaság    | Célállomások                                                                                  |
| --------------- | --------------------------------------------------------------------------------------------- |
| Iberia Regional | Barcelona Szezonális: Gran Canaria, Ibiza, Málaga, Menorca, Palma de Mallorca, Tenerife–North |